# Areu II
Areu II (em grego: Ἄρειος Β'; 262 a.C. — 254 a.C.) foi rei da cidade grega de Esparta de 262 a.C. até 254 a.C. ano da sua morte, pertenceu à Dinastia Ágida.
Sua mãe provavelmente foi Quilônis, filha de Leotíquides, que era esposa de
Cleônimo, mas tornou-se amante de Acrótato I.
Seu pai, Acrótato I, morreu em Megalópolis, lutando contra o tirano Aristodemo, deixando sua mulher grávida. Seu parente Leônidas tornou-se regente e guardião da criança, e quando Areu II morreu de doença aos oito anos de idade, Leônidas tornou-se rei (Leônidas II).